# William F. Readdy
William F. Readdy, född 24 januari 1952, är en amerikansk astronaut uttagen i astronautgrupp 12 den 5 juni 1987.

## Rymdfärder
- STS-42
- STS-51
- STS-79